# 해밀턴 칼리지
해밀턴 칼리지(Hamilton College)는 미국 뉴욕주 클린턴에 위치한 사립 리버럴 아츠 칼리지이다.